# Sainte-Foy (Saône-et-Loire)
Sainte-Foy ist eine französische Gemeinde mit 143 Einwohnern (Stand 1. Januar 2022) im Département Saône-et-Loire in der Region Bourgogne-Franche-Comté. Die Bewohner werden Fidésiens und Fidésiennes genannt.

## Lage
Sainte-Foy liegt in einer Höhe von etwa 480 m ü. d. M. in der alten Kulturlandschaft des Brionnais. Der Ort befindet sich etwa 27 Kilometer (Fahrtstrecke) südlich von Paray-le-Monial bzw. etwa 35 Kilometer nördlich von Roanne. Die sehenswerten Orte Anzy-le-Duc, Semur-en-Brionnais, Iguerande, Marcigny, Saint-Julien-de-Jonzy und Charlieu liegen im Umkreis von etwa 10–15 Kilometern.

## Bevölkerungsentwicklung
| Jahr      | 1962 | 1968 | 1975 | 1982 | 1990 | 1999 | 2006 | 2020 |
| Einwohner | 162  | 174  | 163  | 157  | 167  | 134  | 136  | 140  |

Im 19. Jahrhundert hatte der Ort zeitweise über 500 Einwohner. Die Reblauskrise und die Mechanisierung der Landwirtschaft sorgten seitdem für einen deutlichen Bevölkerungsrückgang.

## Sehenswürdigkeiten
- Neugotische Pfarrkirche Sainte-Claire aus dem 19. Jahrhundert

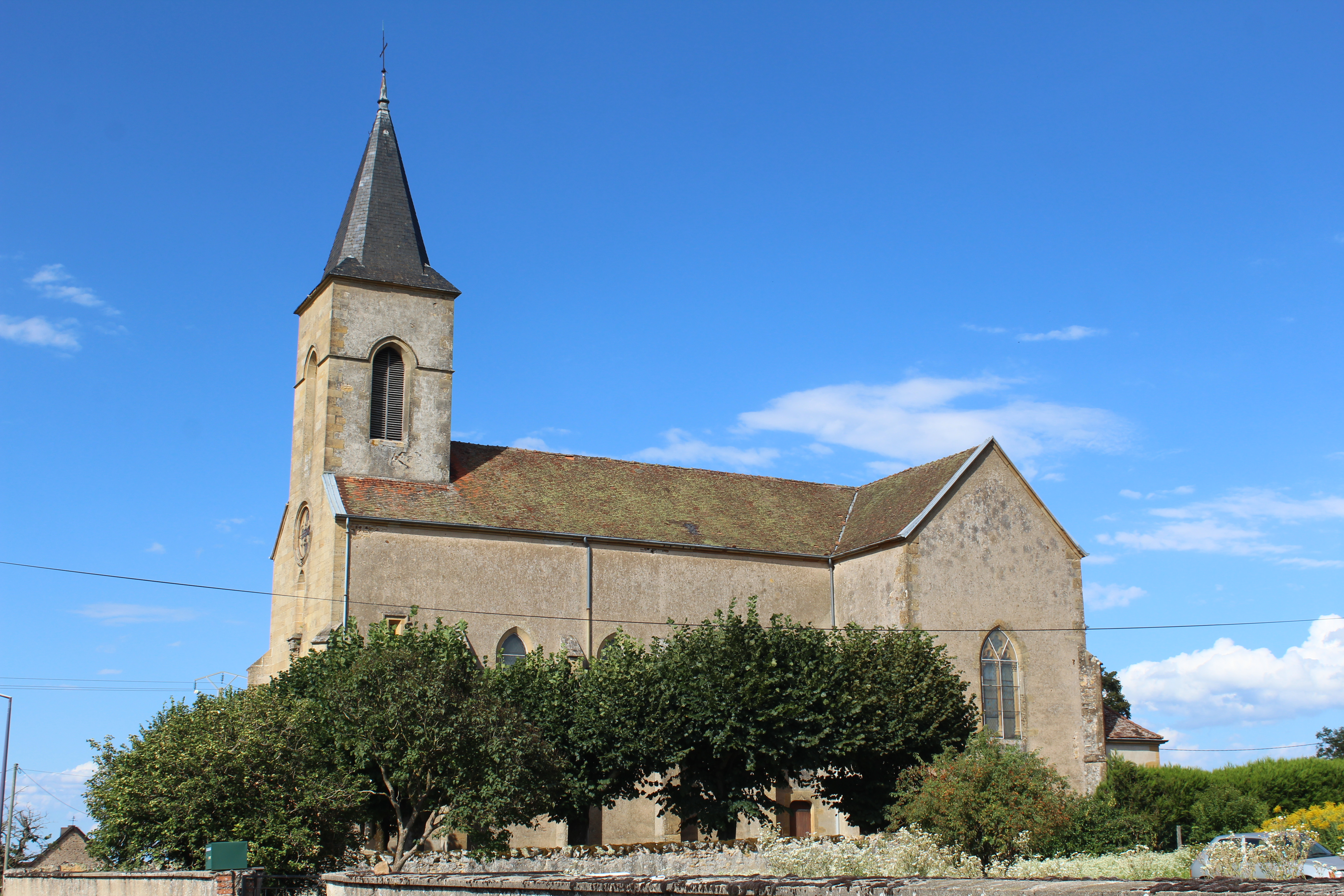
Pfarrkirche Sainte-Claire

## Wirtschaft
Die hügelige Umgebung von Sainte-Foy war stets landwirtschaftlich geprägt, wobei bis ins 19. Jahrhundert hinein auch Weinbau betrieben wurde. Inzwischen spielt die Zucht von Charolais-Rindern eine große Rolle. Auch einen Betrieb zur Safrangewinnung gibt es im Ort, der bis ins frühe 20. Jahrhundert hinein das Handwerks-, Handels- und Dienstleistungszentrum für die Weiler und Einzelgehöfte der Umgebung blieb.